# Karl Karow
Karl Karow (* 15. November 1790 in Stettin; † 20. Dezember 1863 in Bunzlau, Provinz Schlesien) war ein deutscher Komponist, Arrangeur und Schulmeister.

## Leben
Karow wurde als Sohn eines Kaufmanns geboren und erhielt eine umfängliche Schulbildung, die auch das Violin- und Klavierspiel umfasste. Später wurde er von Musikdirektor Friedrich Wilhelm Haack an der Orgel und in Harmonielehre unterrichtet. Seine musikalische Ausbildung wurde 1813 durch den Ausbruch der Befreiungskriege unterbrochen, an denen er als freiwilliger Jäger beim Colbergschen Infanterie-Regiment teilnahm und in den Schlachten von Großbeeren, Dennewitz und Leipzig kämpfte. Schließlich wurde er bei Antwerpen verwundet und nahm erst nach Ende der Kriege seine Ausbildung wieder auf. In Berlin nahm er bei Ludwig Berger Unterricht im Klavierspiel und bei Carl Friedrich Zelter in Komposition.
1818 wurde er als Oberlehrer für Musik an das Lehrerseminar nach Bunzlau berufen. Er leitete auch das damit verbundene Waisenhaus. Als Komponist schuf er zahlreiche Chöre, Psalmen, Motetten, Sprüche und Lieder. Seine Gesangslehre für den Volksschulunterricht enthält zahlreiche selbstkomponierte Lieder und Kanons, darunter den bekannten Uhrenkanon. Einige seiner Choralvorspiele für die Orgel wurden in die Sammlungen von Christian Ernst Kleemeyer (1911), Fritz Lubrich (1914), Arno Werner (1917) und Friedrich Wilhelm Franke/Karl Sandmann (Cantus-Firmus-Präludien, 3. Band 1929) aufgenommen.

## Werke
- 26 Choräle aus allen Tonarten für vier Männerstimmen. Berlin 1826.
- 106 Choral-Melodien. Titze, Bunzlau 1848 (6. Auflage 1855; urn:nbn:de:bvb:12-bsb10592912-4).
- 165 Vorspiele zu den gebräuchlichsten Chorälen. postum erschienen[2]
- Leitfaden zum praktisch-methodischen Unterricht im Gesange vornehmlich in Volksschulen. Appun’s Buchhandlung, Bunzlau 1838 (2. Auflage 1843).